# Olympische Sommerspiele 1936/Schießen – Kleinkalibergewehr liegend (Männer)
Der Schießwettbewerb über 50 m mit dem Kleinkalibergewehr im Liegen bei den Olympischen Spielen 1936 in Berlin fand am 8. August statt. Austragungsort war der Schießstand am Wannsee.
Durch eine Auslosung wurden die Athleten in drei Gruppen eingeteilt, die zu unterschiedlichen Zeiten antraten:
- Gruppe 1: 8:30 bis 10:30 Uhr
- Gruppe 2: 11:00 bis 13:00 Uhr
- Gruppe 3: 15:00 bis 17:00 Uhr

Die erste Gruppe begann im bei Regen zu schießen, dieser hörte jedoch nach einer halben Stunde auf. Der bewölkte Himmel klarte am Nachmittag auf und brachte gelegentlich Sonnenschein. Hinzu kam etwas Wind, der den Wettkampf ab und zu störte.
Der Wettbewerb bestand aus 15 Serien à zwei Schüssen, sodass jeder Schütze 30 Schüsse hatte. Was eine maximale Punktzahl von 300 ergab.
Willy Røgeberg aus Norwegen konnte diese Maximalpunktzahl erreichen und stellte dadurch einen neuen olympischen Rekord auf, der ihm gleichzeitig auch zum Olympiasieger machte.

## Rekorde

### Bestehende Rekorde vor dem Wettkampf
| Weltrekord         | nicht gelistet                         | nicht gelistet      | nicht gelistet  |
| Olympischer Rekord | Bertil Rönnmark ( Schweden)            | 294 von 300 Punkten | 13. August 1932 |
| Olympischer Rekord | Pierre Coquelin de Lisle ( Frankreich) | 398 von 400 Punkten | 23. Juni 1924   |

### Neue Rekorde
| Olympischer Rekord | Willy Røgeberg ( Norwegen) | 300 von 300 Punkten | 8. August 1936 |

## Ergebnis
| Rang | Athlet                       | Nation             | Punkte |
| ---- | ---------------------------- | ------------------ | ------ |
| 1    | Willy Røgeberg               | Norwegen           | 300 OR |
| 2    | Ralph Berzsenyi              | Ungarn             | 296    |
| 3    | Władysław Karaś              | Polen              | 296    |
| 4    | Martin Gison                 | Philippinen        | 296    |
| 5    | José Mello                   | Brasilien          | 296    |
| 6    | Jacques Mazoyer              | Frankreich         | 296    |
| 7    | Gustavo Huet                 | Mexiko             | 296    |
| 8    | Bertil Rönnmark              | Schweden           | 295    |
| 8    | Mario Zorzi                  | Königreich Italien | 295    |
| 8    | Bruno Frietsch               | Finnland           | 295    |
| 8    | Vilhelm Johansen             | Dänemark           | 295    |
| 8    | Zoltán Soós-Ruszka Hradetzky | Ungarn             | 295    |
| 13   | Alvaro García                | Mexiko             | 294    |
| 13   | Tibor Tary                   | Ungarn             | 294    |
| 15   | Erland Koch                  | Schweden           | 293    |
| 15   | Raymond Durand               | Frankreich         | 293    |
| 15   | Olavi Elo                    | Finnland           | 293    |
| 15   | Eduardo Santos               | Portugal           | 293    |
| 15   | Erik Sætter-Lassen           | Dänemark           | 293    |
| 15   | Mihai Ionescu-Călinești      | Rumänien           | 293    |
| 15   | Marcel Fitoussi              | Frankreich         | 293    |
| 15   | Viljo Leskinen               | Finnland           | 293    |
| 23   | Antônio Guimarães            | Brasilien          | 292    |
| 23   | Carlos Queiroz               | Portugal           | 292    |
| 23   | Mauritz Amundsen             | Norwegen           | 292    |
| 23   | Johann Schulz                | Deutsches Reich    | 292    |
| 23   | Carlo Varetto                | Königreich Italien | 292    |
| 23   | Håkon Aasnæs                 | Norwegen           | 292    |
| 23   | Konstantinos Loudaros        | Griechenland       | 292    |
| 23   | Erich Hotopf                 | Deutsches Reich    | 292    |
| 23   | Athanasios Aravositas        | Griechenland       | 292    |
| 32   | Otoniel Gonzaga              | Philippinen        | 291    |
| 32   | Karl August Larsson          | Schweden           | 291    |
| 32   | Rudolfs Baumanis             | Lettland           | 291    |
| 32   | Theodor Janisch              | Österreich         | 291    |
| 36   | Michel Ravarino              | Monaco             | 290    |
| 36   | František Čermák             | Tschechoslowakei   | 290    |
| 36   | Lodovico Nulli               | Königreich Italien | 290    |
| 36   | Julius Hansen                | Dänemark           | 290    |
| 40   | Gheorghe Mirea               | Rumänien           | 289    |
| 40   | Alois Navratil               | Österreich         | 289    |
| 40   | Jan Wrzosek                  | Polen              | 289    |
| 40   | François Lafortune           | Belgien            | 289    |
| 44   | Georgios Vichos              | Griechenland       | 288    |
| 44   | Augustin Hilty               | Liechtenstein      | 288    |
| 44   | Antonio García               | Mexiko             | 288    |
| 44   | Antoni Pachla                | Polen              | 288    |
| 44   | Guillermo Canciani           | Argentinien        | 288    |
| 44   | Arran Hoffmann               | Deutsches Reich    | 288    |
| 44   | Jaroslav Mach                | Tschechoslowakei   | 288    |
| 51   | Manoel Braga                 | Brasilien          | 287    |
| 51   | Jan Hendrik Brussaard        | Niederlande        | 287    |
| 51   | Jorge Patiño                 | Peru               | 287    |
| 51   | Christiaan Both              | Niederlande        | 287    |
| 55   | Paul van Asbroeck            | Belgien            | 285    |
| 55   | Marcel Lafortune             | Belgien            | 285    |
| 57   | Roger Abel                   | Monaco             | 284    |
| 58   | Boris Christow               | Bulgarien          | 283    |
| 58   | Francisco António Real       | Portugal           | 283    |
| 60   | Tieleman Vuurman             | Niederlande        | 282    |
| 61   | Alfred Hämmerle              | Österreich         | 281    |
| 61   | Rudolf Senti                 | Liechtenstein      | 281    |
| 63   | Rudolf Jehle                 | Liechtenstein      | 280    |
| 64   | Eduard Grand                 | Rumänien           | 279    |
| 65   | Pierre Marsan                | Monaco             | 275    |
|      | František Pokorný            | Tschechoslowakei   | DNF    |